# Lélia Gonzalez
Lélia Gonzalez (Belo Horizonte, 1 de fevereiro de 1935 — Rio de Janeiro, 10 de julho de 1994) foi uma intelectual, autora, ativista, professora, filósofa e antropóloga brasileira. É uma referência nos estudos e debates de gênero, raça e classe no Brasil, América Latina e pelo mundo, sendo considerada uma das principais autoras do feminismo negro no país. Ademais, foi pioneira em pesquisas sobre Cultura Negra no Brasil e co-fundadora do Instituto de Pesquisas das Culturas Negras do Rio de Janeiro (IPCN-RJ) e do Movimento Negro Unificado (MNU).
Lélia teve uma importante presença tanto na academia quanto no mundo político, tendo circulado por diversos espaços. Seus trabalhos abordaram perspectivas interseccionais quando o conceito em si ainda não tinha sido criado, atuando contra o sexismo e o racismo na sociedade e cunhando conceitos como o de "amefricanidade" e "pretuguês".

## Início de vida
Nascida Lélia de Almeida no dia 1º de fevereiro de 1935 na cidade de Belo Horizonte, era filha do ferroviário negro Accacio Serafim d’ Almeida e da empregada doméstica e indígena Orcinda Serafim d’ Almeida. Lélia era a décima-sétima filha de 18 irmãos, entre eles o futebolista Jaime de Almeida, que jogou pelo Flamengo. A oportunidade de entrar para o clube que seu irmão recebeu foi o que permitiu que a família de Lélia se mudasse para o Rio de Janeiro em 1942 buscando melhores condições de vida.
No início de sua vida no Rio, Lélia trabalhou pela primeira vez como babá. Seguiu seus estudos em escolas públicas e em 1954 concluiu os ensinos no prestigiado Colégio Pedro II, tradicional instituição de ensino carioca. Sua qualidade educacional e anos de estudo mudaram o rumo de sua vida.

## Carreira e trajetória
Depois do colégio Lélia ingressou na Universidade, graduando-se bacharel em História e Geografia pela Universidade Estadual do Guanabara, atual Universidade do Estado do Rio de Janeiro (UERJ) e depois em Filosofia pela mesma instituição, trabalhando como professora da rede pública de ensino. Como professora de Ensino Médio no Colégio de Aplicação Fernando Rodrigues da Silveira (Cap-UERJ), nos anos finais da década de 1960, fez de suas aulas de Filosofia espaço de resistência e crítica político-social, marcando definitivamente o pensamento e a ação de seus alunos.
Fez seu mestrado em comunicação social. No doutorado se especializou em antropologia política/social dedicando suas pesquisas em gênero e etnia. Com os diplomas universitários, tornou-se professora de importantes estabelecimentos de ensino superior cariocas, públicos e privados, lecionando, por exemplo, Cultura Brasileira na Pontifícia Universidade Católica do Rio de Janeiro (PUC-Rio). Seu último cargo na instituição foi de chefia do departamento de Sociologia e Política. Lélia também chegou a estudar psicanálise aprofundando-se nas obras do psicanalista francês Jacques Lacan.
Em 1976, tornou-se professora na Escola de Artes Visuais do Parque Lage, convidada pelo diretor Rubens Gerchman, e lecionou o Curso de Cultura Negra.
Lélia foi pioneira em tudo que fez: ajudou a fundar instituições como o Movimento Negro Unificado (MNU), o Instituto de Pesquisas das Culturas Negras (IPCN), o Coletivo de Mulheres Negras N'Zinga, o Partido dos Trabalhadores (PT) e o Olodum. Ademais, atuou na mobilização de negros e negras rumo ao Partido Democrático Trabalhista (PDT), na resistência à ditadura, na luta de negros brasileiros contra o Apartheid na África do Sul, na formulação de mulheres negras nas políticas públicas, a partir do Conselho Nacional dos Direitos da Mulher (CNDM), no qual atuou de 1985 a 1989, e na formulação de um pensamento que articulava gênero e raça, sobretudo no contexto latino-americano. Foi candidata a deputada federal pelo PT, não se elegendo, mas ficando como primeira suplente. Nas eleições seguintes, em 1986, candidatou-se a deputada estadual pelo PDT, novamente não se elegendo e ficando como suplente.
Em sua trajetória são fartas as experiências e colaborações com grupos culturais, artísticos e intelectuais. Em meados dos anos setenta, ela colaborou com o Grêmio Recreativo de Arte Negra e com a Escola de Samba Quilombo ao lado do mestre Candeia. Gonzalez participou também da formação do Colégio Freudiano no Rio de Janeiro, criado em 1975 por Magno Machado Dias e Betty Milan. Mais tarde, ela assessorou o cineasta Cacá Diegues em seu filme Quilombo (1984). Ela pertenceu a um terreiro de Candomblé no Rio de Janeiro e festejou o fortalecimento dos blocos afros e afoxés em Salvador, na Bahia.
Seus escritos, simultaneamente permeados pelos cenários da ditadura militar e da emergência dos movimentos sociais, são reveladores das suas múltiplas inserções e identificam sua constante preocupação em articular as lutas mais amplas da sociedade com a demanda específica dos negros e, em especial das mulheres negras. Em seus textos, além de combinar saberes, Gonzalez adota um estilo peculiar, com uso de uma linguagem informal e irreverente para abordar esses conceitos. Sua voz ecoou pelo mundo, tornando-a uma referência internacional em diversas universidades e nas Nações Unidas.
Lélia morreu no dia 11 de julho de 1994 aos 59 anos, vítima de um infarto, em sua casa no Cosme Velho, na cidade do Rio de Janeiro.

## Atuação na Ditadura Militar
A trajetória de Lélia Gonzalez durante o regime militar brasileiro (1964–1985) insere-se nas margens dos conflitos intelectual e ativista que questionava, por diferentes meios, os pilares ideológicos do autoritarismo. Formada em História e Filosofia, com pós-graduação em Antropologia, Lélia articulou sua produção acadêmica a partir de uma crítica contundente à ideologia da democracia racial e à neutralidade científica das ciências humanas, muito em voga nas universidades sob vigilância do governo. Sua atuação como professora na Universidade do Estado do Rio de Janeiro (UERJ) se destacou por transformar a sala de aula em espaço de resistência e formação crítica, mesmo diante da vigilância exercida por órgãos como o DOPS. Como mulher negra, sua prática docente tensionava os limites impostos pela censura e pelas estruturas raciais e de gênero silenciadas pelo Estado autoritário.
No final da década de 1970, Lélia Gonzalez foi uma das fundadoras do Movimento Negro Unificado (MNU), marco fundamental na reorganização das lutas negras no Brasil durante a abertura política. O MNU contestava a lógica estatal que desconsiderava o racismo como componente estrutural das desigualdades sociais brasileiras, justamente em um momento em que o regime militar tentava reconfigurar sua imagem diante da crise política e econômica. Ao lado dessa militância, Lélia colaborou com grupos culturais e agremiações populares como a Escola de Samba Quilombo, projetando um ativismo que articulava raça, cultura e política. Sua prática política ia além da denúncia: ela construiu uma epistemologia afro-brasileira própria, que se manifestava tanto em sua função quanto em sua produção teórica.
acismo e sexismo na cultura brasileira (1983), Gonzalez sistematiza sua crítica ao patriarcado e ao racismo como dimensões entrelaçadas da dominação. Através do conceito de “amefricanidade”, propôs uma identidade latino-americana centrada nas experiências e saberes das mulheres negras, subvertendo os paradigmas eurocêntricos do pensamento acadêmico e político. Sua atuação durante a ditadura e o processo de transição democrática consolidou um legado teórico e militante inescapável para os estudos sobre raça, gênero e poder no Brasil.
Nos anos 1980, com o avanço da redemocratização, Lélia passou a atuar em espaços institucionais como o Conselho Nacional dos Direitos da Mulher (CNDM), levando à esfera do Estado a discussão sobre as especificidades da mulher negra, historicamente invisibilizada pelas agendas feministas hegemônicas. Em obras como Lugar de Negro (1982), em coautoria com Carlos Hasenbalg, e Racismo e sexismo na cultura brasileira (1983), Gonzalez sistematiza sua crítica ao patriarcado e ao racismo como dimensões entrelaçadas da dominação. Através do conceito de “amefricanidade”, propôs uma identidade latino-americana centrada nas experiências e saberes das mulheres negras, subvertendo os paradigmas eurocêntricos do pensamento acadêmico e político. Sua atuação durante a ditadura e o processo de transição democrática consolidou um legado teórico e militante inescapável para os estudos sobre raça, gênero e poder no Brasil.

## Vida pessoal

### Casamento: a LéliaGonzalez
Durante a década de 60, dentro do mundo universitário, Lélia conheceu e se casou com Luiz Carlos Gonzalez, de quem recebeu o sobrenome, o qual, por escolha, carregaria para toda a vida. Não obstante marcada por amor e cumplicidade, a relação também gerou grande trauma em sua vida: a rejeição da família de seu marido, de origem espanhola, que não admitia aquele laço conjugal. De acordo com a própria Lélia, quando a família soube da oficialização do casamento, a situação piorou. Luiz então rompeu as relações com seus parentes, mantendo-se com Lélia até tirar a própria vida, menos de um ano após o casamento. Sua morte abalou profundamente Lélia, que buscou apoio e autoconhecimento na psicanálise e no candomblé. Manter o sobrenome de seu marido serviu como uma forma de honra-lo e resistir ao racismo que ela sofreu.
Anos mais tarde ao ser entrevistada por uma agência de notícias nos Estados Unidos, Lélia Gonzalez falaria sobre: “No Brasil é aceitável que um homem branco tenha um caso com uma mulher negra, mas casamento é outro assunto. Quando eles descobriram que nos casamos, ficaram furiosos. Me chamaram de preta suja. Era isso que eu tinha me tornado aos olhos deles, apesar da minha educação, apesar da minha posição.” (Gonzalez, 2020 a, p. 283-4).

### Maternidade
Dentre suas irmãs Lélia tinha particular afinidade com uma, Dora. Esta casou-se e teve três filhos. Mesmo após a separação do marido ela ainda engravidou de um quarto filho. Neste momento, sendo uma mulher negra separada nos anos 60, cogitou desistir da gravidez, mas Lélia ajudou e apoiou sua irmã. Consequentemente a criança acabou se tornando seu único filho, Rubens Rufino, ao lado de Luiz Gonzalez.
Rubens foi o responsável por datilografar a obra de Lélia: manifestos, cartas, artigos, palestras e panfletos. Também foi idealizador do Projeto “Lélia Gonzalez Vive”, que busca preservar e manter vivo o legado de sua mãe. Em entrevista, disse: "eu sou o filho que biologicamente ela não teve, mas sou o filho que tinha que nascer para ela. Eu tenho o privilégio de ter duas mães".

## Trabalho e ideias
Gonzalez percebeu a falsidade da ideia de democracia racial com a morte de seu marido. Isso fez com que Lélia se questionasse: "Ora, como pode ter havido o fim do racismo com a miscigenação, como defendia Gilberto Freyre? Como é possível que vivamos uma democracia racial?". Para Gonzalez, essa ideia é nociva e mascara a discriminação racial.

### Amefricanidadeepretuguês
Um dos conceitos mais conhecidos de Gonzalez é o de amefricanidade. Trata-se simplesmente da constituição de uma identidade afro-latino-americana. É, portanto, "o resgate das bases identitárias, de etnias que foram espalhadas e apagadas à força, numa diáspora". Trata-se da diáspora africana, referência à migração forçada de africanos para a América pelo tráfico negreiro. Amefricanidade é um conceito que resulta das ideias da escritora e psicanalista Betty Milan, desenvolvidas por M.D Magno, quando na análise de sua formação histórico-cultural do Brasil, considera o país como uma América Africana, cuja latinidade, entendida como inexistente, faz torná-lo uma Améfrica Ladina. Assim, partindo deste conceito, todos os brasileiros são ladino-amefricanos.
Trata-se de um olhar novo e criativo no enfoque da formação histórico-cultural do Brasil que, por razões de ordem geográfica e, sobretudo, da ordem do inconsciente, não vem a ser o que geralmente se afirma: um país cujas formações do inconsciente são exclusivamente europeias, brancas. Ao contrário, ele é uma América Africana cuja latinidade, por inexistente, teve trocado o T pelo D para, aí sim, ter o seu nome assumido com todas as letras: Améfrica Ladina (não é por acaso que a neurose cultural brasileira tem no racismo o seu sintoma por excelência).— Lélia Gonzalez
Ontem como hoje, amefricanos oriundos dos mais diferentes países têm desempenhado um papel crucial na elaboração dessa Amefricanidade que identifica, na Diáspora, uma experiência histórica comum que exige ser devidamente conhecida e cuidadosamente pesquisada.— Lélia Gonzalez
Pretuguês, outro conceito de Gonzalez, refere-se à africanização da língua portuguesa.
A amefricanidade será mais efetiva quando o pretuguês também fizer parte desse reconhecimento e da disseminação do conhecimento, sem ignorar sua existência e quanto constitui a identidade do Brasil. Nesse sentido, as contribuições da intelectual brasileira foram significativas para se pensar novas bases da epistemologia, ou seja, do conhecimento a partir das etnias marginalizadas. Perceber a profunda presença da colonização é se instrumentalizar para decolonizar nossos saberes e identidades. — Lélia Gonzalez

## Legado

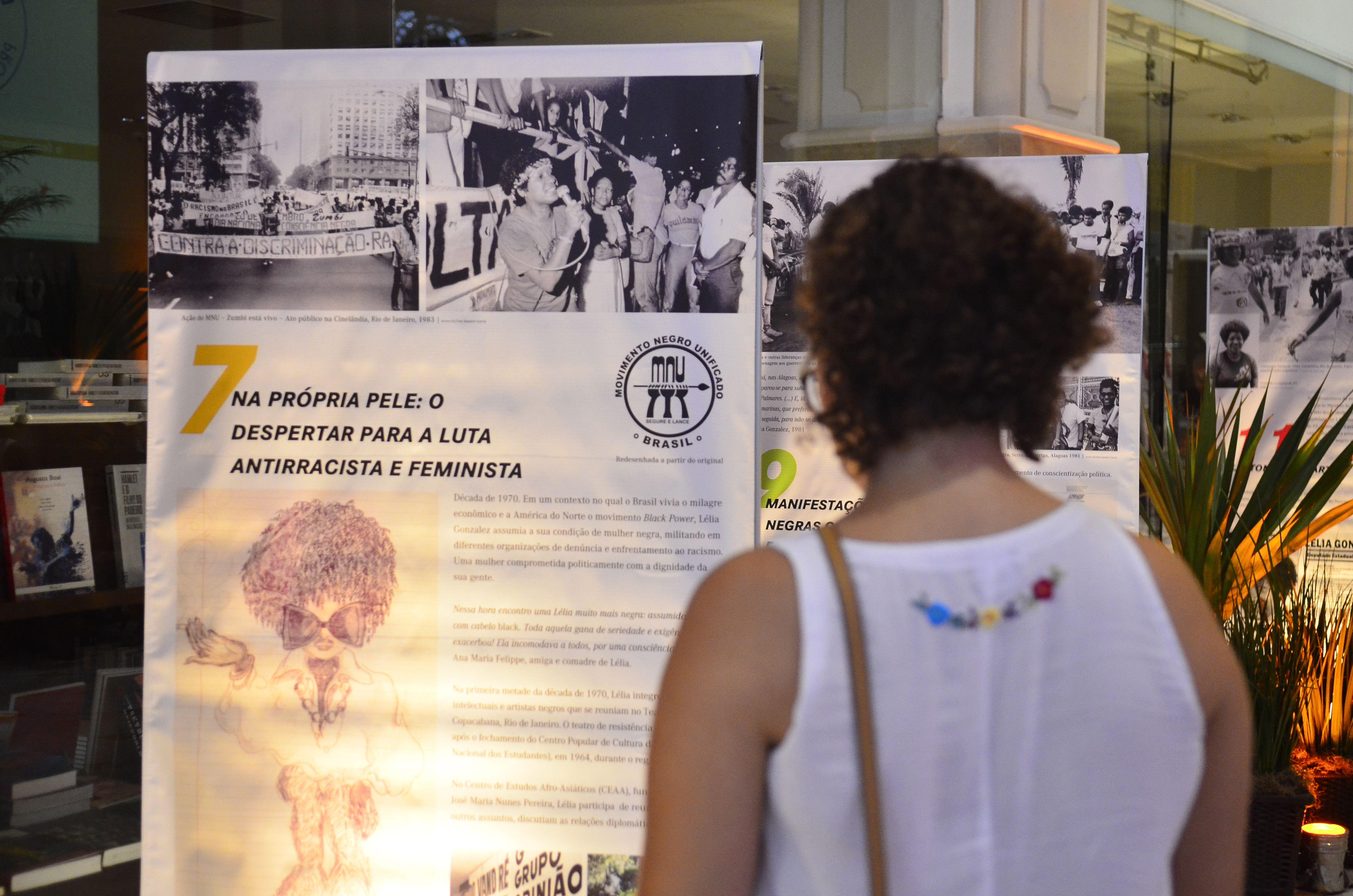
Exposição em homenagem a Lélia Gonzalez no Projeto Memória, no Centro Cultural Banco do Brasil, Rio de Janeiro (Tomaz Silva/Agência Brasil)

Entre diversas homenagens, Lélia Gonzalez tornou-se nome de uma escola pública estadual no bairro de Ramos, no Rio de Janeiro, de um centro de referência de cultura negra, em Goiânia, de um coletivo de alunos do curso de Relações Internacionais da Universidade de São Paulo (USP), de uma cooperativa cultural, em Aracaju e foi homenageada pelo bloco afro Ilê Aiyê em duas edições do Carnaval baiano: em 1997, como parte do enredo Pérolas negras do saber, e em 1998, com Candaces.
Em 2003 o dramaturgo Márcio Meirelles escreveu e encenou a peça teatral Candaces - A reconstrução do fogo, baseada em sua obra.
Em 2010, o governo da Bahia criou o Prêmio Lélia Gonzalez, para estimular políticas públicas voltadas para as mulheres nos municípios baianos.
A filósofa estadunidense Angela Davis, ao visitar o Brasil em 2019, afirmou que os brasileiros precisam reconhecer mais a sua própria pensadora Lélia Gonzalez, uma das pioneiras nas discussões sobre a relação entre gênero, classe e raça no mundo. "Por que vocês precisam buscar uma referência nos Estados Unidos? Eu aprendo mais com Lélia Gonzalez do que vocês comigo", resumiu Angela Davis.
Em 2020, a Associação Brasileira de Ciência Política (ABCP) lançou o prêmio Lélia Gonzalez de Manuscritos Científicos sobre Raça e Política com o objetivo de incentivar a conclusão de trabalhos de pesquisadoras(es) pretas(os) e pardas(os) sobre desigualdades, identidades e discriminações raciais e suas expressões políticas.
Como dito anteriormente, Lélia Gonzalez sabia da importância da comunicação e do poder da palavra para chegar aos grupos aos quais pertencia. A figura dela tornou-se emblemática por tratar-se de alguém que vivenciou mazelas e que superou obstáculos para chegar a lugares que são difíceis para pessoas como ela. Ter voz acadêmica e ser conhecida popularmente é uma luz na conscientização, mostrando quão significativo é fazer com que pessoas excluídas da sociedade ou marginalizadas percebam a desigualdade que estão envolvidas e, principalmente, percebam que essas estruturas precisam desabar para surgir uma nova sociedade restaurada na afirmação da identidade negra. — Filósofas: O Legado das Mulheres na História do Pensamento Mundial. p. 208
Em 2022, Lélia foi homenageada no episódio de estreia da 15ª temporada do programa Cozinha Prática da culinarista e apresentadora Rita Lobo, que teve como tema "Cardápios com Histórias". Nesta temporada a apresentadora cozinhou pratos amados e/ou inspirados pelas vivências de importantes mulheres da história global. No episódio dedicado à Lélia são apresentadas receitas de pastel de angu, dedicado à sua infância mineira; carne moída com quiabo e de sobremesa um semifreddo de doce de leite com café.
Em 2024, o Parque Municipal Américo Renné Giannetti, em Belo Horizonte, recebeu uma estátua de Lélia junto com a estátua da escritora Carolina Maria de Jesus. As obras do artista Léo Santana integram o Circuito Literário de Belo Horizonte.

## Obras

### Livros
- Festas Populares no Brasil. Rio de Janeiro, Índex, 1987.
- Lugar de Negro (com Carlos Hasenbalg). Rio de Janeiro, Marco Zero, 1982. 115p. pp. 9-66. (Coleção Dois Pontos 3).
- Por um Feminismo Afro-Latino-Americano. Rio de Janeiro: Zahar.[35]

### Ensaios e artigos
- "Mulher Negra, essa Quilombola". Folha de S. Paulo, Folhetim. Domingo 22 de novembro de 1981.
- LUZ, Madel T. (org.). "A Mulher Negra na Sociedade Brasileira". In: O Lugar da Mulher; Estudos sobre a Condição Feminina na Sociedade Atual. Rio de Janeiro, Graal, 1982. 146p. pp. 87-106. (Coleção Tendências 1).
- SILVA, Luiz Antônio Machado et alii. "Racismo e Sexismo na Cultura Brasileira". In: Movimentos Sociais Urbanos, Minorias Étnicas e outros Estudos. Brasília, ANPOCS, 1983. 303p. pp. 223-44. (Ciências Sociais Hoje 2).
- "O Terror nosso de Cada Dia". In. Raça e Classe. (2): 8, ago./set. 1987.
- "A Categoria Político-Cultural de Amefricanidade". In. Tempo Brasileiro, Rio de Janeiro (92/93): 69-82, jan./jun. 1988.
- "As Amefricanas do Brasil e sua Militância". In. Maioria Falante. (7): 5, maio/jun. 1988.
- "Nanny". In. Humanidades, Brasília (17): 23-5, 1988.
- "Por um Feminismo Afrolatinoamericano". In. Revista Isis Internacional. (8), out. 1988.
- "A Importância da Organização da Mulher Negra no Processo de Transformação Social". In. Raça e Classe. (5): 2, nov./dez. 1988.
- "Uma Viagem à Martinica - I". In. MNU Jornal. (20): 5, out./nov.[13]